# Oscularia

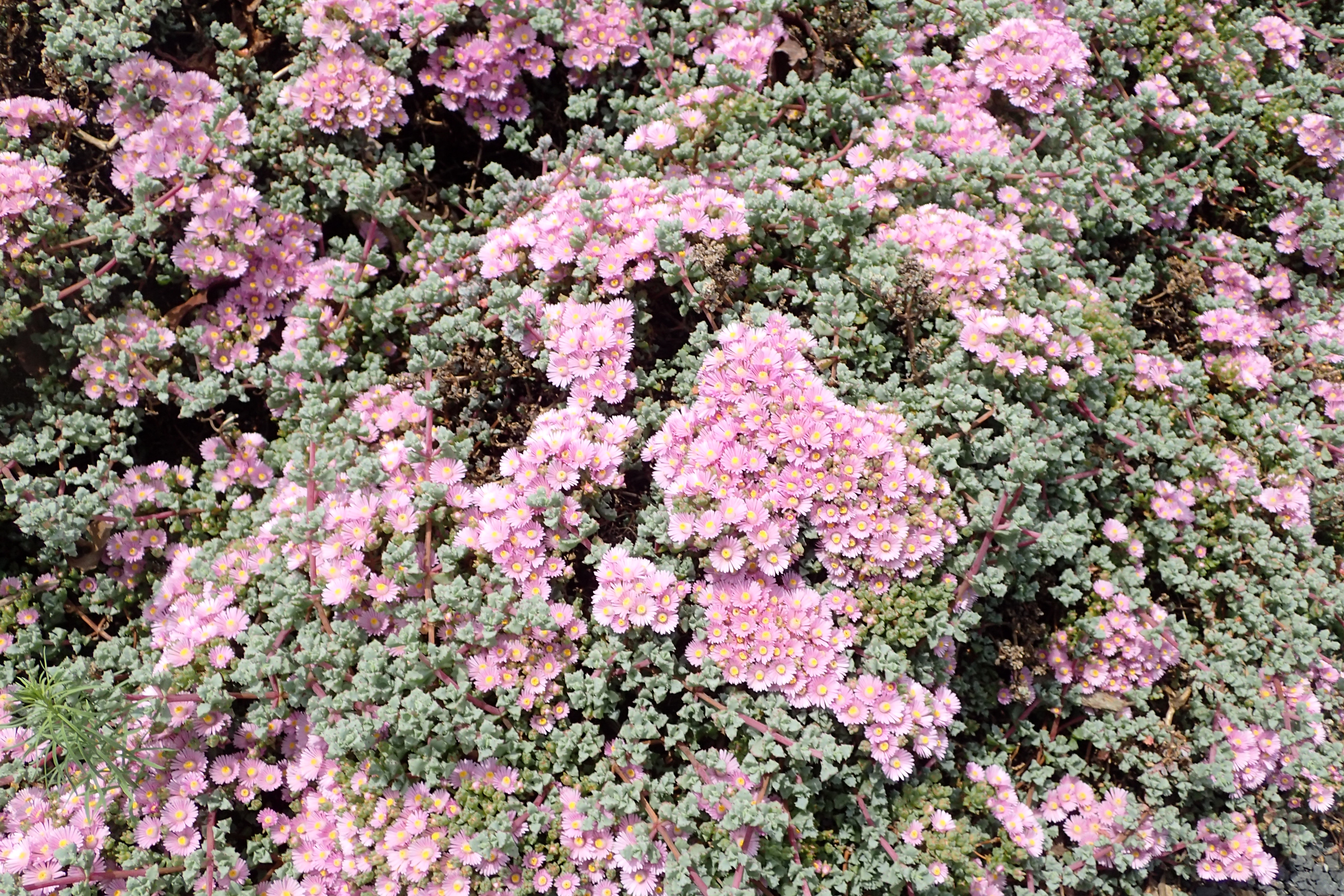
Oscularia deltoides

Oscularia ist eine Pflanzengattung aus der Familie der Mittagsblumengewächse (Aizoaceae). Der botanische Name leitet sich vom lateinischen Wort osculum für ‚kleiner Mund‘ ab.

## Beschreibung
Die Arten der Gattung Oscularia wachsen als Sträucher mit einigen aufrechten, in der Mehrzahl jedoch ausgebreiteten bis niederliegenden Zweigen. Ihre meist glänzenden Internodien sind rötlich braun. Ihre sehr hell grauen Laubblätter sind dreieckig, an ihren Seiten konvex, dicker als breit und merklich gekielt. Bei einigen Arten sind der Blattrand und der Kiel gezähnt.
Die Blüten erscheinen in endständigen Zymen. Manchmal sind darunter weitere Zymen vorhanden und bilden so einen eindrucksvollen, zusammengesetzten Blütenstand. Bei einigen Arten sind die Blüte einzeln oder in dreiblütigen Gruppen angeordnet. Es sind fünf Kelchblätter vorhanden. Die Kronblätter sind weiß bis tief rosafarben. Die filamentösen Staminodien sind in ihrer Anzahl verschieden. Der Fruchtknoten ist von fünf Nektarien umgeben, die häufig so breit sind, dass sie einander berühren. Die Blüten sind am Tag und in der Nacht geöffnet. Sie duften nach Mandeln oder Weißdorn.
Die fünffächrigen Kapselfrüchte sind an ihrer Basis trichterförmig. Die Klappenflügel sind sehr breit und rechteckig.

## Systematik und Verbreitung
Die Gattung Oscularia ist in Südafrika in den westlichen Distrikten der Provinz Westkap verbreitet. Die Arten wachsen in der Regel felsigen Orten, häufig in Spalten.
Die Erstbeschreibung der Gattung durch Gustav Schwantes wurde 1927 veröffentlicht. Die Typusart ist Oscularia deltoides. Nach Heidrun Hartmann (2017) umfasst die Gattung Oscularia folgende Arten:
- Oscularia caulescens (Mill.) Schwantes
- Oscularia deltoides (L.) Schwantes
- Oscularia guthrieae (L.Bolus) H.E.K.Hartmann
- Oscularia lunata (Willd.) H.E.K.Hartmann
- Oscularia paardebergensis (L.Bolus) H.E.K.Hartmann
- Oscularia piquetbergensis (L.Bolus) H.E.K.Hartmann
- Oscularia prasina (L.Bolus) H.E.K.Hartmann
- Oscularia steenbergensis (L.Bolus) H.E.K.Hartmann

## Nachweise

## Weiterführende Literatur
- Hugh Francis Glen: (537) Proposal to Conserve the Generic Name 2405 Lampranthus N. E. Br. (1930) against Oscularia Schwantes (1927) (Mesembryanthemaceae). In: Taxon. Band 29, Nummer 5/6, 1980, S. 693–694, (JSTOR:1220349)
- H. E. K. Hartmann: New combinations in Ruschioideae, based on studies in Ruschia (Aizoaceae). In: Bradleya. Band 16, 1998, S. 44–91.